# ГЕС Винодол
ГЕС Винодол — гідроелектростанція півночі далматинського узбережжя Хорватії.
Машинний зал станції розташований на узбережжі Адріатичного моря південніше міста Рієка, а ресурс для її роботи постачається із карстових долин регіону Горський Котар. Для цього в долині річки Локварка за допомогою земляної греблі висотою 70 метрів, на яку пішло 0,8 млн м3 матеріалу, створили водосховище Локва площею поверхні 2,5 км2. Звідси йде тунель у розташовану південніше долину річки Личанка, де створене одразу кілька сховищ — Лепениця, Bajer, Поткош, найбільшим з яких є друге, утримуване бетонною греблею висотою 60 метрів.
Для збору та перерозподілу ресурсу також працюють кілька насосних станцій: Križ, Лич, Лепениця, Фужине. Дві останні можуть забезпечувати гідроакумуляцію, маючи потужність у турбінному режимі 18 та 5,7 МВт, в насосному 15 та 4,8 МВт відповідно.
Із долини Личанки починається дериваційний тунель, що веде на захід до машинного залу ГЕС Винодол. В цілому ж довжина підземних споруд комплексу становить біля 14 км.
Машинний зал споруджений у підземному виконанні та обладнаний шістьма турбінами типу Пелтон загальною потужністю 94,5 Мвт. Описана вище схема забезпечує роботу з напором у 658,5 метра. На початку 2010-х років виробництво електроенергії на ГЕС Винодол коливалось від 98 до 225 млн кВт-год.